# Тайфунник Дефіліпа
Тайфу́нник Дефіліпа (Pterodroma defilippiana) — вид буревісникоподібних птахів родини буревісникових (Procellariidae). Мешкає на сході Тихого океану, гніздовий ендемік Чилі. Вид названий на честь італійського зоолога Філіппо де Філіппі.

## Опис
Тайфунник Дефіліпа — невеликий морський птах, середня довжина якого становить 26 см. Лоб білий, поцяткований темними плямками, верхня частина голови і обличчя навколо очей темно-сірі, над очима світлі "брови". Верхня частина тіла темно-сіра, на крилах зверху є помітний М-подібний візерунок. Крайні стернові пера більш світлі. Нижня частина тіла переважно біла. Нижня сторона крил біла з вузькими темними краями і кінчиками.

## Поширення і екологія
Тайфунники Дефіліпа гніздяться на островах Сан-Амбросіо і Сан-Фелікс в архіпелазі Десвентурадас та на острові Санта-Клара в архіпелазі Хуан-Фернандес (на острові Александра Селькірка вони, ймовірно, вимерли). Більшу частину року птахи проводять у східній частині Тихого океану на південь від екватора, де Перуанська течія підіймає до поверхні холодні глибинні океанічні води, багаті на поживні речовини.
Тайфунники Дефіліпа ведуть пелагічний спосіб життя, рідко наближуються до суходолу, за винятком гніздування. Живляться кальмарами, рибою і ракоподібними. Гніздяться колоніями в тріщинах серед скель, на уступах, в печерах, серед валунів у підніжжя лавових скель. Яйця відкладаються наприкінці липня-на початку серпня, пташенята вилуплюються у вересні-на початку жовтня, а покидають колонію в грудні.

## Збереження
МСОП класифікує цей вид як вразливий. За оцінками дослідників, загальна популяція тайфунників Дефіліпа становить приблизно 2777 гніздових пар. Їм загрожує хижацтво з боку інтродукованих хижих ссавців, зокрема кішок, щурів і носух.